# 小眼無鬚魮
小眼無鬚魮（学名：Puntius microps）是輻鰭魚綱鯉形目鯉科无须魮属的一個種，該物種主要分布於亞洲印尼，體長可達12.5公分，棲息於中底層水域。